# Smithsonia maculata
Smithsonia maculata là một loài thực vật có hoa trong họ Lan. Loài này được (Dalzell) C.J.Saldanha miêu tả khoa học đầu tiên năm 1974.